# الدين المجري المحلي

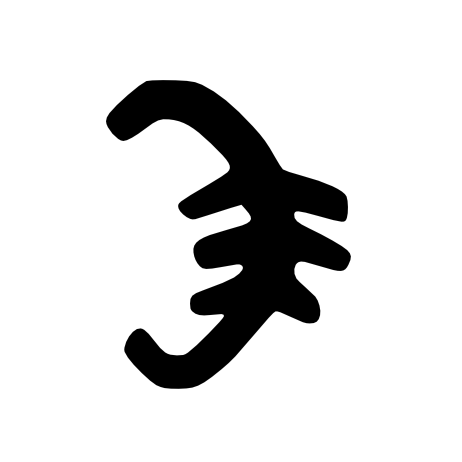
أحد رموز الديانة الهنغارية القديمة

الدين المجري المحلي، ويُطلق عليه أيضًا الوثنية الحديثة، هو حركة دينية جديدة تهدف إلى تمثيل دين عرقي للمجريين، مستوحى من التالتوس (الشامانية المجرية)، والميثولوجيا الهنغارية والفولكلور اللاحق. ترجع جذور حركة الإيمان المحلي المجري إلى القرنين الثامن عشر والتاسع عشر من عصر التنوير والإسهاب الرومنسي، وعرقيات أوائل القرن العشرين. أقرّ بناء دين مجري وطني في وسط الطورانية خلال الفترة ما بين الحربين العالميتين (ثلاثينيات وأربعينيات القرن العشرين)، وفي نهاية المطاف، ازدهرت الحركات المجرية للإيمان المحلي في المجر بعد سقوط الاتحاد السوفيتي.
غالبًا ما تُتبع الحدود بين جماعات الإيمان المحلي المجري على امتداد أفكارها المختلفة بشأن أصول التكوين الإثني للمجريين، التي كانت على مر التاريخ، مسألة نقاش. وتقر منظمات عديدة بالنظرية المقبولة عمومًا القائلة أن المجريين نشأوا بين الشعوب المتحدثة بالفينية الأوغرية. غير أن جماعات الإيمان المحلي المجري الأخرى، تزرع المزيد من الروابط مع ثقافات السكوثيين والسومريين والترك وغيرها من الثقافات.
وإلى جانب التوسع المطوَّر في الأوساط الفكرية، تعتمد التنمية الشعبية للإيمان المحلي المجري إلى حدٍ كبير على عمل الشامان أو النيوشامان، التالتوس، الذين اكتسبوا شعبية كبيرة في المجر منذ ثمانينيات القرن العشرين. وتُدعم بعض المنظمات الإيمان المحلي المجري، من قبل أحزاب سياسية يمينية، بما في ذلك فيدس ويوبيك.

## نظرة عامة وخصائص أساسية

### جذور الإيمان المحلي المجري
منذ القرنين الثامن عشر والتاسع عشر، وطوال عصر التنوير، وخاصة الرومانسية، ارتبطت دراسة الدين القديم للمجريين بالمناقشة حول تكوينهم العرقي وطبيعة لغتهم. وظل هذا البحث المتلون عن أصول المجريين مثمرًا خلال القرن العشرين، لا سيما كوسيلة لبناء هوية وطنية قوية. وطبقًا للعلماء، كان هذا البحث مستندًا إلى خبرة المجريين تحت قيادة قوى أجنبية، على وجه التحديد الهيمنة النمساوية والسوفييتية. وكان موضوع الدين الوطني المجري عزيزًا أيضًا على الأوساط الطورانية المجرية في ثلاثينيات وأربعينيات القرن العشرين، التي بحثت عن أدلة تثبت وجود صلة قرابة بين شعبيْ المجر والترك، وبصفة عامة، منشأ هذه الجماعات «الطورانيون» في آسيا الوسطى. كان الكاهن البروتستانتي بيلا موراكوزي، الذي كتب في عام 1921، يبشر بأن الطوارنية، بما تتمتع به من ميول معادية للغرب وانبهارها بالمشرق، كانت لتتخذ اتجاهًا دينيًا في محاولة لإحياء «الوثنية القديمة». عندما احتلت القوات السوفييتية المجر عام 1945، هاجر العديد من الطورانيين إلى الدول الغربية واستمروا في العمل هناك على أفكارهم، لإعادة طرحها على المجر بدءًا من تسعينيات القرن العشرين، بعد انهيار الاتحاد السوفييتي.
كان العديد من علماء العرق الطوراني يدعمون النظريات حول أصول السومرية والسكوثيين. في مطلع القرن العشرين، كان غيولا فيرنزي أول من نشر مفهوم العائلة اللغوية الطورانية التي تشمل المجرية والسومرية. وفي فترة ما بعد الحرب، نُظر في مسألة نسب المجريين إلى السومريين، من قبل كل من تيبور باراث، فيكتور باداني، أندراس زكار، وخاصةً إيدا بوبولا، ولو أن أكثر المؤيدين المعروفين للنظرية هو فيرينس باديني-يوش، الذي هاجر إلى الأرجنتين، ومن أفاد أن الأصل العرقي غير المقسم للسومري-المجري، كان قائمًا على جبال الكاربات. وتركت هذه النظرية تأثيرًا دائمًا في حركة الإيمان المحلي المجري، إذ كان باديني-يوش من بين أوائل من اقترح تأسيس «الكنيسة المجرية» العرقية. اقترح علماء آخرون صلة قرابة المجريين بالعبرانيين، والفرس، والمصريين القدامى، وغيرهم حتى مع اليابانيين، والصينيين، واليونانيين، وغيرهم من الشعوب.
في عام 1770، برهن يانوش شاينوفيتش على علاقة الهنغارية باللغات الأورالية، بنشر كتابه «بيان العلاقة اللغوية بين لغات السامي والهنغارية». في القرن التاسع عشر، ومع إجراء دراسات جديدة حول الفولكلور، رحبت الأوساط الأكاديمية بفكرة أن الدين المجري القديم كان في الأساس شامانيًا، ويرتبط بالتقاليد الأورالية والسبيرية. وفي الوقت نفسه، نشر أرنولد إيبولي، أسقف أوراديا، عمله الضخم (الميثولوجيا المجرية)، الذي انتهى في عام 1854، بهدف مضاهاة «الميثولوجيا الألمانية» للأخوين غريم.
في ستينيات القرن العشرين، قدم ماتياش ينو فيهير، وهو مهاجر آخر إلى الأرجنتين، كان مؤرخًا للكنيسة والدومينيكان سابقًا، نظرة رائدة للمجر ما بعد المسيحية. ومنذ عام 1967، نشر عدة كتب عن كاشاي كوديكس (تجميع الدومينيكان). وادعى أنه عثر في كوشيتسه في عام 1944 على سِفر (مخطوطة) من القرون الوسطى، لم تكن معروفة من قبل، مع سجلات من محاكم التفتيش. ووثّق السِفر جهدًا دام لقرون من قبل الكنيسة المسيحية القاسية لإبادة التالتوس، والشامان المجريين، وممثلي الدين المجري السابق للمسيحية الذي كان دوره الحفاظ على سلامة الأمة. وعلى الرغم من أن هذه الوثيقة تعتبر تزويرًا من قبل منحة دراسية أكاديمية، تُعد من بين النقاط المرجعية لأنصار الإيمان المحلي المجري لتوضيح المبادئ الأخلاقية العالية لديانة السكان الأصليين ولممثليها.

### الكتاب المقدس
وفي إطار حركة الإيمان المحلي المجري، أصبح نَصان أسطوريان يشكلان الأساس لتيارين متزامنين من العقيدة الدينية. هذه النصوص هي الأرفيزورا التي كتبها زولتان بال، ومجموعة كتب يوتنغريت المؤلفة من أربعة كتب كتبها إيمرا ماتيه. جُمعت مؤخرًا مواضيع أسطورية من كلا المؤلفات في وسائل الإعلام الأخرى، مثل الفيلم الكرتوني الطويل «أبناء السماء» في عام 2010. هناك رسم متحرك طويل آخر متأثر بروايات الإيمان المحلي المجري، وهذه المرة استنادًا إلى بيانات إيثنوغرافية وتاريخية من النموذج الأورالي، وتحقق بدعم من الحكومة الوطنية، وهو أغنية الهند الخارقة عام 2002.
كان زولتان بال (1913-1982) عامل حديد، والذي، إبان الحرب العالمية الثانية، استهله رجل سيبيري مانسي شامان يدعى تورا سالافار، الذي كان آنذاك جنديًا في الجيش الأحمر. مع بال المعرفة التي اكتسبها في أرفيزورا، والتي تروي تاريخ قبائل الهون بدءًا من التاريخ الأسطوري الجاهلي، إلى توطينهم في بلاد الرافدين ثم أوردوس، وأخيرًا إلى ماتياس كورفينوس. يستمد الكتاب عناصر من التقاليد الفينية-الأوغرية.
يوتنغريت أكثر تدينًا وفلسفيًا في رسالتها. وكان مؤلفها إيمرا ماتيه، التالتوس، هو مؤسس كنيسة يوتنغريت. ويدّعي العمل أنه يمثل انتقالًا وفيًا للمعارف القديمة التي يحفظها الناس في منطقة راباكوز في غرب المجر، وهي تراث ما يسمى بـ«دين بون»، وهي العقيدة الأصلية المضطهدة للمجريين. أصبح العمل، ولا سيما نبوءة نيركا التي يحتوي عليها، وهو نص استعاري من المفترض أن يبشر بمستقبل المجر والسياسة العالمية، معقلًا للقومية والإيمان باليمين المتطرف.

## الهوية والسياسة

### القومية ومكافحة التنوع الثقافي
بشكل عام، تركز جماعات الإيمان المحلي المجري بشكل كبير على الخطاب حول الجذور العرقية، المُعاد أسطورها. تتبنى العديد من جماعات الإيمان المحلي المجري آراءً سياسية قومية وتنظم مجتمعاتها بطرق حصرية، مما يُظهر عدم التسامح السياسي. وفي الوقت نفسه، يُنظر إلى التعددية والتنوع الثقافي على أنهما اضطرابات تؤدي إلى تآكل الهوية المجرية. ويعزو العلماء شعبية هذه المواقف إلى السقوط المفاجئ للستار الحديدي، الذي يعقبه الفراغ الروحي والشعور بغزوه من قبل «سوق ثقافية متعددة الأوجه»، مما خلق أزمة هوية في بلدان ما بعد الحقبة السوفييتية. وفي حالة جماعات الإيمان المحلي المجري، أدى ذلك إلى رفض عدم التجانس في مرحلة ما بعد الحداثة وإلى إضفاء القداسة على الهوية الوطنية، التي تشكل فيها اللغة والدين والسياسة كيانًا واحدًا. تعتبر جماعات الإيمان المحلي المجري نفسها أقلية أساسية، بين جميع المجريين، التي تمثل جوهر المجرية.

### العلاقة بالمسيحية
تتفاوت العلاقة بين الإيمان المحلي المجري والمسيحية من كنيسة إلى أخرى. وتستخدم بعض جماعات الإيمان المحلي المجري المواضيع والمصطلحات المسيحية في عقائدها الخاصة، أو تقترح إدماج المسيحية نفسها في الإيمان المحلي المجري، كما في حالة الجماعات التي تنشأ في أعقاب تعاليم فيرينس باديني-يوش. وهناك آخرون يعادون المسيحية بكل صراحة مثل جماعة الديانة المجرية والبوليانية.
وثمة مفهوم أساسي في الإيمان المحلي المجري هو أن كل «أمة» ينبغي أن يكون لها «دينها» الخاص بها، وأن «المجر المسيحية» تمثل حالة شاذة ينبغي تصحيحها. وينبغي أن يأتي هذا التصحيح من تصفية المسيحية. وحتى بين جماعات الإيمان المحلي المجري التي تغذي مشاعر دافئة تجاه يسوع، التي تعتبر متوافقة مع ديانة السكان الأصليين، بما في ذلك كنيسة يوتينغريت، المؤسسة الدينية المسيحية التي نشأت بعد أن اعتبر يسوع - ما يسمى بـ «المسيحية البولصية» - كيانًا فاسدًا في جميع الأحوال، ليتم إزالته. وعلى وجه الخصوص، تعتبر المسيحية الشرقية من بين هذه الجماعات أن قيمتها تتوافق مع ديانة السكان الأصليين، وأن تعتبر أقرب إلى ما قصد به يسوع، في حين تعتبر المسيحية الغربية (الأشكال التي كانت سائدة تاريخيًا في المجر) نقيض ذلك لها وكتعليم منحرف وشرير. وفي هذه الجماعات، يعاد تفسير يسوع على أنه سلف قوي وشامان.
وفي وسط البوليانية، يعتبر معظم الأعضاء، المسيحية خرافة تهدف إلى السيطرة على البشر. تعتبر الزخارف المسيحية الرمزية مثل الصليب وشجرة الحياة، إلى جانب الشمس والقمر، رموزًا لديانة ما قبل المسيحية الطبيعية التي إستولت عليها الكنائس المسيحية. ويعتبر معظم المؤمنين أن المسيحية هي القوة التي قضت على هذه المعرفة الطبيعية القديمة، بما فيها الدين المجري الأصلي، وأنها القوة المسؤولة عن تجريد العالم من الوهم.

### العلاقة مع التنغرية في آسيا الوسطى
يعلن هؤلاء الذين يعتنقون النظريات الطورانية أحيانًا انتمائهم الصريح إلى التنغرية، أو دين الترك العرقي. هذه هي حالة زولتان شوليومفي. تتميز هذه التالتوس عمومًا باستخدام اسم الإله التركي، تنغري، بدلًا من المصطلح المجري إيشتن.
وفي عام 2012، تبرعت جماعات الإيمان المحلي المجري بشجرة الحياة التي يبلغ اترفاعها تسعة أمتار  لشعب كازاخستان التنغري. وفي العام نفسه، دُعي أوجون أديغزي سي-أوغلو، وهو شامان شهير من توفا، إلى مبنى البرلمان المجري لتقديم رقصة شعائرية حول التاج المقدس للمجر من أجل رفاه الأمة المجرية.